# Henri Delaborde (Fechter)
Henri Delaborde (auch Henri de Laborde) war ein französischer Fechter. Er nahm als Fechter an den Olympischen Sommerspielen 1896 und den Olympischen Sommerspielen 1900 teil.

## Ergebnis 1896 – Florett für Amateure
Bei den Fecht-Wettbewerben der Olympischen Sommerspiele 1896 hat Henri Delaborde folgende Ergebnisse erzielt:

### Gruppe A
| Kampf | Gegner                               | Touchés | Bemerkung |
| ----- | ------------------------------------ | ------- | --------- |
| A1    | GRE Perikles Pierrakos-Mavromichalis | 1-3     |           |
| A4    | FRA Henri Callot                     | 1-3     |           |
| A6    | GRE Ioannis Poulos                   | 3-1     |           |

#### Tabelle
| Platz | Fechter                          | Touchés | Touchés Gegner | Siege | Niederlagen |
| ----- | -------------------------------- | ------- | -------------- | ----- | ----------- |
| 1     | Henri Callot                     | 9       | 4              | 3     | 0           |
| 2     | Perikles Pierrakos-Mavromichalis | 7       | 4              | 2     | 1           |
| 3     | Henri Delaborde                  | 5       | 7              | 1     | 2           |
| 4     | Ioannis Poulos                   | 3       | 9              | 0     | 3           |

Er wurde fünftbester aller Vorrunden, zusammen mit Konstantinos Miliotis-Komninos, der ebenfalls zwei Partien verloren und eine gewonnen hatte.

## Ergebnis 1900 – Degen für Amateure
In der Vorrunde J für die Fecht-Wettbewerbe der Olympischen Sommerspiele 1900 lag Delaborde auf dem dritten Rang. Er schied daher in der Vorrunde aus.